# Јаков Сиверс
Јаков Јефимович Сиверс (рус. Яков Ефимович Сиверс; Раквере, 19. август 1731 — Валмијера, 23. јул 1808) био је руски дипломата и државник немачког порекла. Током каријере служио је као губернатор Новгородске губерније, амбасадор Руске Империје у Пољско-Литванској Унији, деловао је и као активни тајни саветник, те био један од оснивача Слободног привредног друштва. Био је један од иницијатора градње пловног каналског пута којим су повезани токови река Волхова и Мсте, а сам канал је касније у његову част добио име Сиверсов канал.
Био је добитник више најзначајнијих државних признања Руске Империје и Пољске.

## Биографија
Сиверс је рођен 1731. у граду Раквереу у данашњој Естонији, у осиромашеној племићкој породици балтичких Немаца Сиверса. Рођен је као Јакоб Јохан фон Сиверс. Са 12 година одлази у Петроград код свог ујака Карла, за чију кћерку Јелисавету се оженио неколико година касније. 
Државну службу започиње као писар у Министарству спољних послова, а касније је радио и у руским амбасадама у Копенхагену и Лондону. 
Током Седмогодишњег рата (1756–1763) у којем је Русија била на страни Аустрије, Сиверс је као премијер-мајор учествовао у биткама код Грос-Јегерсдорфа и Корндорфа, те у опсади Колберга, а у периоду 1759–1760. именован је на место мешовите руско-пруске комисије за размену заробљеника. По окончању рата служио је као Новгородски губернатор од 1764. до 1781. године.
Сиромашну и бројним ратовима разорену Новгородску губернију Сиверс је за кратко време преобразио у једну од развијенијих руских регија. Бројне привредне реформе које је Сиверс спровео на подручју губерније препознала је и императорка Катарина Велика наложивши њихову примену на подручју целе земље. На Сиверсову иницијативу сељацима је дељена земља и потицао се развој пољопривреде, рударства, експлоатација тресета и соли, отварале су се школе и болнице и градили путеви. Посветио је велику пажњу и обнови градова, а нарочито града Твера.
Године 1774. Катарина Велика га је поставила на место главног директора задуженог за развој речног и каналског саобраћаја. Један од највећих и најзначајнијих Сиверсових пројеката била је градња Вишњеволочког хидросистема којим су повезани токови Волге и Неве, односно басени Каспијског језера и Балтичког мора. 
Иако је 1781. добио звање грађанског саветника (рус. статский советник, грађански чин V класе у Табели рангова Руске Империје до 1917. године) под притиском кнеза Потемкина био је присиљен да се одрекне службе и да се пензионише.
Након осмогодишњег одсуства из државне службе, године 1789. Јаков Сиверс именован је на место опуномоћеног амбасадора у Пољској, где је активно учествовао и на конференцији о другој подели Пољске 1793. године. Године 1793. одликован је пољским орденом Белог орла и орденом Светог Станислава. 
Из дипломатске службе коначно се повлачи 1794. године и од тада па до смрти живи у Петрограду и на свом имању. Одлуком императора Павла I Петровича, Сиверс је 1796. именован на место сенатора. 
Носилац је ордена Светог Андреја Првозваног, Светог Владимира и Ордена светог Александра Невског првог степена, те ордена Свете Ане.